# Börries Kuzmany
Börries Kuzmany (* 1977 in Wien) ist ein österreichischer Historiker und Universitätsprofessor an der Universität Wien.

## Leben
Kuzmany studierte von 1997 bis 2003 Geschichte und Russisch an der Universität Wien und der Universität Paris-Sorbonne sowie in Moskau, wo er 2001/2002 am Russischen Forschungs- und Bildungszentrum „Holocaust“ im Rahmen seines Gedenkdiensts auch wissenschaftlich tätig war. Sein Diplomstudium schloss er 2003 mit einer Arbeit zur sowjetjüdischen Nationalitätenpolitik anhand jiddischer Presseorgane ab; 2009 machte er auch den Lehramtsabschluss.
Nach einer einjährigen Tätigkeit als wissenschaftlicher Übersetzer (deutsch-russisch), begann er 2004 sein Doktorat im Rahmen eines vom FWF geförderten Projekts zu Städten an der Grenze zwischen der Habsburgermonarchie und dem Russischen Reich. Im Rahmen eines Cotutelle-Kooperationsdoktorats promovierte er 2009 an der Universität Wien und der Universität Paris-Sorbonne mit einer Dissertation über die galizische Grenzstadt Brody. In dieser Stadtbiografie kombinierte Kuzmany wirtschafts-, sozial- und kulturgeschichtliche Dimensionen, womit er neue Impulse für die Stadtgeschichtsforschung setzte. Die Doktorarbeit bzw. das daraus entstandene Buch wurde mit fünf Preisen ausgezeichnet und auf Englisch und Ukrainisch übersetzt.
Zwischen 2010 und 2013 war er Post-Doc-Mitarbeiter im Doktoratskolleg Galizien und sein multikulturelles Erbe. Danach wechselte er als Erwin-Schrödinger-Stipendiat 2013/14 für ein Jahr an die Central European University in Budapest. Von 2015 bis 2018 war er im Rahmen des prestigeträchtigen APART-Stipendiums wissenschaftlicher Mitarbeiter am Institut für Neuzeit- und Zeitgeschichtsforschung der Österreichischen Akademie der Wissenschaften mit einem halbjährigen Gastaufenthalt am Institut für die Wissenschaften vom Menschen. 2017 warb er einen ERC Starting Grant ein, mit dem er 2019 für eine Laufbahnprofessur an das Institut für Osteuropäische Geschichte der Universität Wien wechselte. Dort wurde er 2024 mit einer Arbeit zum Umgang mit nationaler Vielfalt für die Fächer Neuere und Osteuropäische Geschichte habilitiert.
Für sein ERC-Projekt  Nicht-territoriale Autonomie als eine Form des europäischen Minderheitenschutzes baute Kuzmany zwischen 2018 und 2023 ein internationales Forschungsteam auf und absolvierte 2022 einen mehrmonatigen Forschungsaufenthalt am Europäischen Hochschulinstitut in Florenz. Darüber hinaus war er Teil der Kerngruppe des Managementkomitees der COST-Aktion  European Non-Territorial Autonomy Network, im Rahmen dessen er Mitherausgeber des weltweit ersten Lehrbuchs zu nicht-territorialer Autonomie war.

## Forschungsschwerpunkte
Kuzmanys Forschungsschwerpunkt liegt auf der europäischen Geschichte vom 18. bis zum 20. Jahrhundert. Der räumliche Fokus liegt dabei auf Mittel- und Osteuropa, insbesondere auf der Habsburgermonarchie, Polen, der Ukraine, Russland und der Sowjetunion. Sein besonderes Interesse gilt der Nationalismusforschung und Fragen der sprachlichen und kulturellen Vielfalt, die er in seine Forschung zu Grenzräumen, zur Stadtgeschichte, Migrationsgeschichte und jüdischen Geschichte einfließen lässt.
In seinem ERC-Projekt widmete er sich dem konkreten Umgang mit nationaler Vielfalt innerhalb der Staatenwelt Europas im 19. und 20. Jahrhundert. Das Projekt untersuchte das auf Gruppenrechten basierende Konzept der nicht-territorialen Autonomie sowohl in seiner ideengeschichtlichen Dimension als auch in seiner politikgeschichtlichen Anwendung. Erstmals wurden dabei die Ursprünge dieser Idee in den Vielvölkerreichen Österreich-Ungarn und Russland gemeinsam erforscht. Darüber hinaus konnte er mit seinem Team zeigen, wie dieses Modell seinen Weg ins Mittel- und Osteuropa der Zwischenkriegszeit fand und auf gesamteuropäischer Ebene als Instrument des Minderheitenschutzes diskutiert wurde.

## Auszeichnungen (Auswahl)
- 2017 Förderungspreis der Stadt Wien für eine bisherige hervorragende Gesamttätigkeit auf dem Gebiet der Geistes-, Kultur-, Sozial-, Rechts- und Wirtschaftswissenschaften[5]
- 2013 Geisteswissenschaften-International des Börsenvereins des deutschen Buchhandels für die Übersetzung des Buchs zu Brody.
- 2012 Richard Georg Plaschka Preis für außerordentliche Leistungen auf dem Gebiet der Osteuropäischen Geschichte, vergeben von der der Österreichischen Akademie der Wissenschaften[6]
- 2009 Fritz-Theodor-Epstein-Preis des Verbands der Osteuropahistorikerinnen und -historiker[7]
- 2009 Doc.Award der Universität Wien für eine herausragende Dissertation
- 2009 Michael-Mitterauer-Förderungspreis für die beste Dissertation in Wirtschaftsgeschichte.[8]
- 2009 Otto-Borst-Preis für eine herausragende Dissertation im Bereich der Stadtgeschichte, vergeben von der Arbeitsgemeinschaft Forum Stadt.[9]

## Schriften (Auswahl)

### Monografien
- Vom Umgang mit national Vielfalt. Eine Geschichte der nicht-territorialen Autonomie in Europa. De Gruyter, Berlin 2024, ISBN 978-3-205-21197-6 (zugleich: Habilitation, Universität Wien 2024). doi:10.1515/9783111320830
- Brody. Eine galizische Grenzstadt im langen 19. Jahrhundert. Böhlau, Wien/Köln/Weimar 2011, ISBN 978-3-205-78763-1 (zugleich: Dissertation, Universität Wien / Université Paris IV, 2009). 
  - auch in englischer Übersetzung: Brody. A Galician Border City in the Long Nineteenth Century. Brill, Leiden/Boston 2017, ISBN 978-90-04-28801-0.
  - auch in ukrainischer Übersetzung: Броди. Прикордонне галицьке місто в довгому ХІХ столітті. Літопис, Львів 2019, ISBN 978-966-8853-94-4.
- Getrennt und doch verbunden. Grenzstädte zwischen Österreich und Russland. 1772–1918. Gemeinsam mit Paulus Adelsgruber und Laurie Cohen. Böhlau, Wien/Köln/Weimar 2011, ISBN 978-3-205-78625-2.

### Herausgeberschaften
- Non-Territorial Autonomy. An Introduction. Gemeinsam mit Marina Andeva, Balázs Dobos, Ljubica Djordjević und Tove Malloy. Palgrave Macmillan, New York 2023, ISBN 978-3-031-31608-1 (oapen.org).
- Nationalities Papers, 50/5 (2022), Accommodating National Diversity within States: Territorial and non-territorial approaches since the late 19th century. Sonderheft gemeinsam mit Matthias Battis und Oskar Mulej (cambridge.org).
- Perlen geschichtswissenschaftlicher Reflexion. Östliches Europa, sozialgeschichtliche Interventionen, imperiale Vergleiche. Festschrift für Kerstin S. Jobst. Gemeinsam mit Christoph Augustynowicz und Dietlind Hüchtker. V&R Unipress, Wien 2022, ISBN 978-3-8471-1428-4.
- Aufnahmeland Österreich. Über den Umgang mit Massenflucht seit dem 18. Jahrhundert. Gemeinsam mit Rita Garstenauer. Mandelbaum, Wien 2017, ISBN 978-3-85476-816-6.